# Rumex madaio
Rumex madaio är en slideväxtart som beskrevs av Tomitaro Makino. Rumex madaio ingår i släktet skräppor, och familjen slideväxter. Inga underarter finns listade i Catalogue of Life.